# Roman Rożek
Roman Rożek est un boxeur polonais né le 5 août 1942 à Busko-Zdrój.

## Carrière
Sa carrière amateur est principalement marquée par une médaille de bronze remportée aux championnats d'Europe de 1969 dans la catégorie des poids mi-mouches et une médaille de bronze remportée aux championnats d'Europe de 1971 dans la catégorie des poids mi-mouches.

## Palmarès

### Championnats d'Europe
- Médaille de bronze en -48 kg en 1969 à Bucarest, Roumanie
- Médaille de bronze en -48 kg en 1971 à Madrid, Espagne